# Indremisjonsforbundet
Indremisjonsforbundet (ImF) är en evangelisk-luthersk missionsorganisation med rötter i den lågkyrkliga väckelsen på norska Vestlandet under 1800-talet. 
Där väckelsen drog fram bildades lokala missionsföreningar. Ombud för dessa samlades i Bergen, den 19 oktober 1898 och bildade Det Vestlandske Indremisjonsforbund (DVI). O K Grimnes valdes till ordförande. I januari 1899 utkom första numret av rörelsens tidskrift Sambåndet. Förbundets huvudsakliga uppgift var att utbilda och sända ut förkunnare och sprida Guds ord. Men under årens lopp har man också bedrivit ett omfattande socialt arbete med barnhem, ålderdomshem, behandlingshem för missbrukare, folkhögskolor och andra institutioner.  

Efter hand växte också lokala barn- och ungdomsföreningar upp inom rörelsen och de flesta av ImF:s elva regionala kretsar har idag egna lägergårdar. Under senare år har man även startat friskolor på flera platser.
Förbundet spred sig snart till Sørlandet och 1910 till Finnmark. Efter hand har man etablerat verksamhet i över 600 bönehus på alltfler håll i landet. Därför beslutade man att från den 1 januari 2000 byta namn från DVI till det nuvarande ImF. 

## Internationellt arbete
ImF har missionärer och samarbetsorganisationer på flera håll i världen.

## Lära
ImF bygger sin lära och förkunnelse på Bibeln, de tre gammalkyrkliga trosbekännelserna, augsburgska trosbekännelsen och Luthers lilla katekes. Man lär att prästämbetet är förbehållet män och motsätter sig homosexuell vigsel.

## Förhållandet till Norska kyrkan
Förbundet har allt sedan starten varit en sammanslutning inom den Norska kyrkan och har på många platser ett fortsatt nära samarbete med lokala präster och församlingar inom densamma. Efterhand har man dock börjat tillämpa sakramentsförvaltning i bönehusen. I mars 2011 ingicks en formell överenskommelse mellan Kyrkan, ImF och två andra luthersk missionsorganisationer om att godkänna varandras dopakter.

Under senare år har en allt större frustration växt fram över den upplevda liberaliseringen av kyrkan och på sina håll i landet har inremissionsfolk valt att lämna statskyrkan. 
För att erbjuda dessa människor en kyrkorättslig ram att verka inom beslutade ImF:s generalförsamling i juli 2009 (med 230 röster mot 23) att registrera trossamfundet ImF Trossamfunn med egen landsstyrelse och lokala församlingar.
Än så länge har medlemstillströmningen till det nya trossamfundet dock varit klen. Den 1 januari 2011 hade man endast 226 medlemmar och sex lokala föreståndare med vigselrätt.